# Stade Marcel Picot
El Stade Marcel Picot es el campo de fútbol donde juega el AS Nancy-Lorraine. Situado en Tomblaine, suburbio de Nancy (Francia), tiene un aforo para 20 087.
Inaugurado el 8 de agosto de 1926 como Parc des Sports du Pont d'Essey (también llamado Stade de l'Université), se rebautizó en 1968 con el nombre del expresidente del club del AS Nancy, Marcel Picot. Ese mismo año, se instaló la luz artificial. La renovación completa del estadio comenzó el 18 de octubre de 1999 y finalizó en 2003.
El récord de asistencia en el recinto es de 30.384 y data del 16 de septiembre de 1976, en un encuentro entre el Nancy y el AS Saint-Etienne.
El 23 de mayo de 1988, el estadio Marcel Picot fue el escenario del último partido de Platini. El estadio Marcel Picot se convierte en el único estadio en el que han jugado tres grandes futbolistas del siglo XX como: Diego Maradona, Pelé y Michel Platini.
El éxito deportivo del Nancy en la temporada 2005/06 consigue la asistencia más alta de todos los clubes de la Ligue 1 francesa con el 93,3%. El proyecto de expansión y modernización que se llevará a cabo prevé aumentar su capacidad a 35 000 asientos.

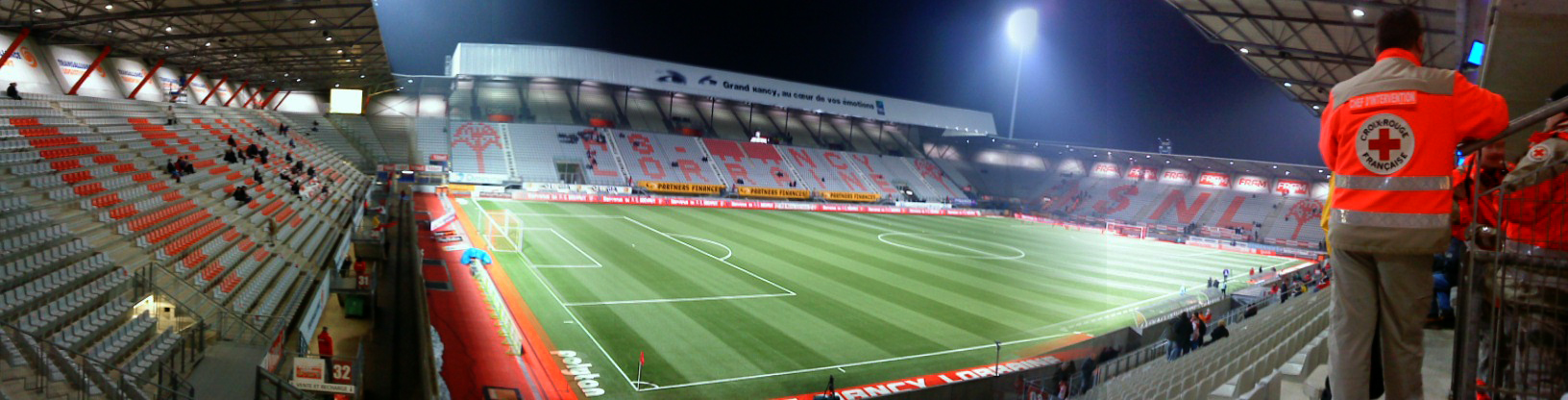
Imagen panorámica interior.